# 吉爾·基能
吉爾·基能（英語：Gil Kenan，1976年10月16日—），英國和美國男導演、編劇、製片人及動畫師，知名於電影《怪怪屋》（2006）和《微光城市》（2008）。

## 早期生活
吉爾·基能生於倫敦的猶太家庭。3歲時，家人移民至以色列特拉维夫。他有一個兄弟。8歲時，隨家人搬到美國加利福尼亞州洛杉磯的雷塞達。
基能就讀於加州大學洛杉磯分校戲劇影視學院，2002年憑藉動畫成就順利取得藝術創作碩士學位。他製作了一支10分鐘定格兼實拍的短片《雲雀》（The Lark），來作為研究生論文成果。

## 個人生活
2005年，基能與《微光城市》的美術總監伊麗莎·柴金（Eliza Chaikin）結婚。

## 作品列表

### 電影
| 年份 | 標題                     | 導演 | 編劇 | 製片 | 附註                  |
| ---- | ------------------------ | ---- | ---- | ---- | --------------------- |
| 2002 | 《雲雀》（The Lark）             | 是   | 是   | 否   | 短片                  |
| 2006 | 《怪怪屋》               | 是   | 否   | 否   |                       |
| 2008 | 《微光城市》             | 是   | 否   | 否   |                       |
| 2015 | 《鬼驅人》               | 是   | 否   | 否   |                       |
| 2021 | 《魔鬼剋星 未來世》      | 否   | 是   | 執行 | 與傑森·瑞特曼合作編劇 |
| 2021 | 《耶誕男孩》             | 是   | 是   | 否   | 與歐勒·帕克合作編劇   |
| 2024 | 《捉鬼敢死隊：冰封魅來》 | 是   | 是   | 是   | 與傑森·瑞特曼合作編劇 |

### 電視
| 年份 | 標題         | 導演 | 編劇 | 製片 | 附註                            |
| ---- | ------------ | ---- | ---- | ---- | ------------------------------- |
| 2016 | 《驚聲尖叫》 | 是   | 否   | 否   | 單集：〈Village of the Damned〉 |

## 外部連結
- 吉爾·基能在互联网电影资料库（IMDb）上的資料（英文）
- Interview （页面存档备份，存于）